# Francis Than Htun
Francis Than Htun (ur. 14 marca 1974 w Nyaung Oo) – birmański duchowny rzymskokatolicki, biskup pomocniczy Rangunu od 2024

## Życiorys
Święcenia kapłańskie przyjął 19 marca 2002 i został inkardynowany do archidiecezji Rangunu. Pracował przede wszystkim jako duszpasterz parafialny. W latach 2005–2011 był dyrektorem Karuna Myanmar Social Service.
26 marca 2024 roku papież Franciszek mianował go biskupem pomocniczym Rangunu ze stolicą tytularną  Strongoli. 
8 czerwca 2024 otrzymał święcenia biskupie w Katedrze Najświętszej Maryi Panny w Rangunie. Udzielił mu ich kardynał Charles Maung Bo.  